# 勒璽
勒璽（1441年—？），字荊玉，山東兖州府曹州曹縣人，軍籍。明朝政治人物。進士出身。

## 生平
山東鄉試第三十二名。成化五年（1469年）乙丑科會試第一百九十二名，殿試登進士第二甲第五十九名。

## 家族
曾祖父勒弘毅。祖父勒浩先。父亲勒士敏，曾任縣主簿。